# Villa Romana del Casale
Villa Romana del Casale er en gammel romersk kejservilla beliggende nær byen Piazza Armerina på Sicilien. Villaen menes at være bygget som et retrætepalads for kejser Maximian Herculius, der regerede 285-305. Det lå på det tidspunkt centralt på en ny vej mellem Catania og Agrigento. Under et jordskælv i 1100-tallet styrtede det imidlertid helt sammen, og da dets placering ikke mere var central blev det siden helt glemt.
Paladset blev først genopdaget i 1950 og udgravet i årene umiddelbart efter. Det enestående ved paladset er, at næsten alle gulve har været dækket af mosaikker, som nu er restaureret og frilagt. Paladset er desuden blevet forsynet med gangbroer, så det er muligt at komme rundt og se alle mosaikkerne. Mosaikkerne viser både scener fra den romerske overklasses hverdagsliv, dyremotiver, allegoriske motiver og religiøse motiver.
Villa Romana del Casale blev optaget på UNESCOs verdensarvsliste i 1997.
37°21′52.85″N 14°20′4.26″Ø / 37.3646806°N 14.3345167°Ø